# Pjatnitskoje Sjosse
Pjatnitskoje Sjosse (Russisch: Пятницкое шоссе) is een station aan de Arbatsko-Pokrovskaja-lijn van de Moskouse metro. Het is het noordwestelijkste station van de Moskouse metro en ligt onder het kruispunt van de Pjatnitskoje Sjosse en de Mitinskaja Oeltisa. Vlak ten noorden van het station ligt het bovengrondse metrodepot Mitino.